# Соцмісто (Запоріжжя)

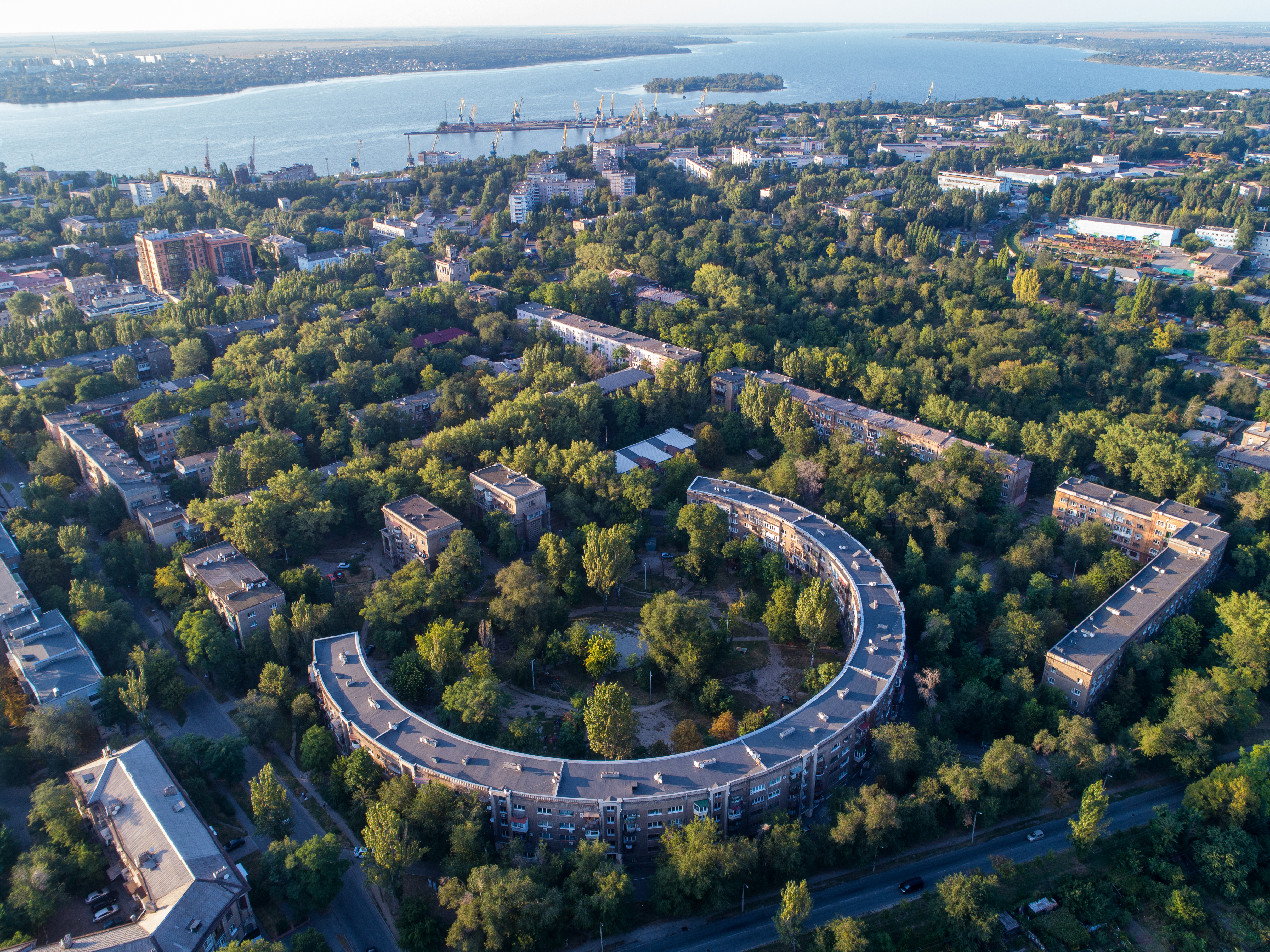
Круглий будинок

Соцмісто (інша назва — 6-те селище) — житловий масив, збудований у 1930-х роках в місті Запоріжжя. Архітектурний ансамбль створений у традиціях міжвоєнного модернізму, конструктивізму, наближених до відомої німецької школи Баухауз, радянського ар-деко та повоєнної неокласики. У світі спадщина цього періоду охороняється і національними, і міжнародними інституціями Для жителів міста, як і істориків, архітекторів, цей ансамбль будівель несе значну цінність через його існування, як функціонуючої частини сучасного індустріального міста і згадки періоду та цінностей раннього УРСР. Будинки у стилі конструктивізму зведені і в інших містах, але в Запоріжжі — цілий комплекс, і в цьому унікальність 6-го селища, яке розташовується в межах  Запорізької площі, вулиць Верхньої, Богдана Хмельницького та Рекордної.

## Історія
Як і загалом, конструктивізм як напрям 1920—1930-х років, побудова Запорізького соцміста була великим експериментом. У конструкціях прослідковується романтизація ідеї соціалізму та свободи духу доби раннього СРСР. Зокрема, в архітектурних роботах присутній експерименталізм художників, що не був притаманним для соцреалізму — стилю що панував після конструктивізму в архітектурі і загалом, мистецтві.
В Соцмісті є потужна модерністська архітектура і є її історія: індустріалізації ціною нашого села, життів наших людей, які вмирали від голодомору. Це такий складний мікс надсучасного мистецтва і кривавого минулого, — екскурсовод із Запоріжжя, Наталія Лобач
Більшість прикладів архітектури напрямку конструктивізму знаходиться у районі, відомому мешканцям Запоріжжя як «Шосте селище». Проте початок забудови соцміста в Запоріжжі пов'язують із забудівлею Будинку культури Металургів та серцем індустріального Запоріжжя — Дніпровської ГЕС. Саме для працівників Дніпровської ГЕС першочергово і зводили комплекси будівель — максимально функціональні райони, де працівники могли б повноцінно діяти функціонувати. Простори, що створювалися для таких робітників втілювали ідеали радянського пролетаріата.
Часто піднімається питання архітектури запорізького соцміста як носія «чужої» культури, адже над проєктом працювали також і московські архітектори, такі як до прикладу брати Весніни, Орлов, Лавров.
Соцмісто готували до внесення в список об'єктів всесвітнього спадку ЮНЕСКО, але через повномасштабне російське вторгнення в Україну (з 2022), ці плани не були здійснені. Зокрема, у 2019 році було розроблене історичне досьє 6-го селища.

## Відомі будівлі
- Круглий будинок
- Будинок культури Металургів
- Ансамбль чотирьох будинків архітекторки Ольги Яфи. Їх унікальність в оздобленні вірменським туфом — важким фактурним камінням. Конструктивістська архітектура і загальний стиль Соцміста не передбачали саме такого оздоблення[5].

## Зв'язок із сучасною українською культурою
19—20 листопада 2017 року в Запоріжжі пройшла міжнародна науково-практична конференція «Універсальність явищ запорізького модернізму і школи Баухаус. Проблеми збереження модерністської спадщини». Конференція проходила у Палаці культури Металургів, який розташований на території Соцміста. Ця конференція пройшла у рамках проєкту «Bauhaus—Zaporizhzhia», що спрямований на збереження і розвиток пам'яті про український модернізм в архітектурі. Співкоординаторка проєкту — Євгенія Губкіна.
У 2018 році на YouTube-каналі «Громадське ТБ Запоріжжя» вийшов короткий документальний фільм «Соцмісто Запоріжжя. Документальний фільм». У ньому журналісти, жителі міста ставлять питання цінності споруд для них особисто і для світової спільноти.